# Сухој Су-80
Сухој Су-80, (рус. Сухой Су-80) је двомоторни, мулти функционални руски висококрилни авион за превоз 30 путника или 3.300 kg терета. Познат је и под именом Сухој С-80. Намењен је за локални и регионални саобраћај, дању и ноћу, као и при свим временским условима и свим географским подручјима. Први пут је полетео 2001. године.

## Пројектовање и развој
Авион Сухој Су-80 је пројектован и направљен заједничким напорима Сухој АД и КНААПО (Комсомолск на Амуру Авио Производна Организација). намена му је путничко-транспортни авион за локални и регионални саобраћај у свим географским условима, дању и ноћу, као и при свим метеоролошким условима. Ово је фактички први комерцијални авион који је пројектован ОКБ Сухој (изузимајући акробатске авионе Су-26; Су-29 и Су-31). Планирано је да овај авион замени читаву лепезу транспортних авиона на кратким линијама који се користе у Русији као што су: Јак-40; Ан-2; Ан-24; Ан-26; Ан-28; Ан-30; Ан-32 и Л-410, будући да је производња тих авиона распадом Совјетског Савеза остала ван Русије. Појавио се проблем како и чиме заменити ове дотрајале авионе који покривају доста широк спектар услуга авио-компанија у Русији. По неким прорачунима само авио-компанијама из Русије је било потребно око 650 оваквих авиона у догледној будућности Пројектом авиона Сухој Су-80 покушано је да се одговори на ове захтеве авио-компанија уз респектовање услова који владају на аеродромима који служе за локални саобраћај у Русији, што значи да је авион предвиђен да служи за путничко-теретни саобраћај на кратким и средњим линијама са лоше припремљених полетно слетних стаза и уопште под суровим условима (кратке, травнате писте, снег, лед, блато). Пројектовање авиона Сухој Су-80 који припада STOL категорији авиона, иницијално је почело 1989. године, али је због распада Совјетског Савеза пројектовање одложена од 1992. године. Израда прототипа је почела 1993. притерана крају 1996. године, али због дорада и избора мотора то се одужило до краја 2000. године. Први пробни лет је обављен 4. септембра 2001, а главни пројектант авиона је био Г. И. Литвинов.

### Технички опис
Сухој Су-80 је путнички двомоторни турбоелисни висококрилац са 26 до 30 путничких седишта и два седишта за копилота и стјуардесу. Путничка кабина и кабина пилота представљају једну целину, под притиском је, климатизована је и има запремину од 27 m³. У њој су у једном реду постављена 4 седишта са пролазом у средини, има просторију за WC и чајну кухињу, а изнад седишта су касете за одлагање пртљага. Кабина има двоје врата за улаз и излаз путника и на репу задња врата у облику рампе преко које се врши утовар и истовар терета. Под кабине је опремљен ваљцина који олакшавају манипулацију теретом у авиону. Демонтажом седишта авион се из путничке варијанте, веома лако може претвотити у карго авион или са избацивањем седишта из друге половине кабине и постављањем преграде може направити комби авиона за превоз и путника и терета.

Његова конструкција толерише G оптерећења у границама од +2,7 до -1, а авион може радити у веома широком спектру спољних температура од -50 до +45 °C. Крила авиона су између мотора правоугаоног облика и представљају греду која повезује моторе са трупом авиона. Од мотора па према крајевима крила су трапезастог облика са равном нападном ивицом и завршавају се винглетама које побољшавају њихову аеродинамичност. На нападној ивици крила су смештена два турбоелисна мотора General Electric ST7-9B снаге 1.305 kW, (алтернатива руски мотор Саљут ТБД-1500). Стандардна верзија авиона је опремљена елисом Хамилтон 14РФ која у комбинацији са GE ST7-9B мотором производи најмању могућу буку. У продужетку мотора налазе се две греде које са вертикалним и хоризонталним стабилизаторима чине реп авиона. Хоризонтални стабилизатор спаја врхове вертикалних стабилизатора тако да не смета приликом утовара у авион преко рампе на крају трупа авиона. Су-80 је опремљен увлачећим стајним трапом система „трицикл“ са предњом носном ногом и две основне ноге смештене испод крила авиона. У току лета носна нога се увлачи у труп авиона, а основне ноге у простор иза мотора. Све ноге стајног трапа су опремљене са по два точка „близанца“ са нископритисним гумама, што му омогућава безбедно слетање и полетање са лоших полетно-слетних стаза.

### Варијанте
- Су-80ГП - је путничко теретна варијанта авиона Су-80, врло лако се из једне може претворити у другу једноставном демонтажом седишта постаје карго верзија,
- Су-80П - је само путничка варијанта авиона Су-80 са 32 путника,
- Су-80М - је санитетска варијанта авиона Су-80 за превоз 10 носила (непокретних болесника) са пратиоцима,
- Су-80Р - је варијанта авиона Су-80 за откривање и праћење рибљих јата,
- Су-80ГР - је варијанта авиона Су-80 намењена геолошким истраживањима,
- Су-80ТД - је варијанта прилагођена војним потребама, може послужити за превоз терета, војних јединица, за десантне намене и обуку падобранаца.
- Су-80ПТ - патролно транспортна верзија служи за надгледање, граница, нафтовода и гасовода, шумских и морских пространстава, магнетометријска мерења и операције трагања и спашавања,

## Оперативно коришћење
Досад је произведено десетак авиона овог типа који лете широм света. По поруџбинама будућност овог авиона тек почиње. Авион је добио међународни сертификат АП-25, а уз могућност избора авионике и опреме западног порекла сва тржишта би требало да буду отворена, остаје сада само маркентишка умешност и конкуренција.

## Земље које користе овај авион
- Казахстан
- Русија
- Кина
- Северна Кореја
- Јордан
- Малезија